# Lena Lindblom
Lena Elisabet Lindblom, född 27 mars 1953 i Haverö, Medelpad, är en svensk skådespelare.

## Filmografi
- 1988 – Besökarna
- 1992 – Dödlig kemi (TV-serie)
- 1993 – Brandbilen som försvann
- 1995 – Du bestämmer (TV-serie)
- 1995 – Anmäld försvunnen (TV-serie)
- 1995 – Du skall hedra
- 1996 – Rederiet (TV-serie)
- 1996–1999 – Skilda världar (TV-serie)
- 2013 – Restrainer